# Shimokamagari-jima
Shimokamagari-jima (japanisch 下蒲刈島) ist eine Insel in der japanischen Seto-Inlandsee. Sie liegt innerhalb des Verwaltungsgebiets der Stadt Kure in der Präfektur Hiroshima.

## Geographie
Shimokamagari-jima ist Teil der Geiyo-Inseln. Die Insel hat eine Fläche von 7,97 km² bei einem Umfang von 16,8 km. Die höchste Erhebung der Insel liegt auf 248,5 m. Die Menekono-Meerenge trennt die Insel von Honshū. Im Osten der Insel liegt der Bezirk Sannose (三之瀬). Die östliche Nachbarinsel ist Kamikamagari-jima.
Im Jahr 2020 zählte die Bevölkerung 1288, was einer Bevölkerungsdichte von 162 Einw./km² entspricht. Die demographische Entwicklung war stark rückläufig gegenüber einer Einwohnerzahl von 3212 im Jahr 1995.
| Jahr          | 1995 | 2000 | 2010 | 2015 | 2020 |
| ------------- | ---- | ---- | ---- | ---- | ---- |
| Einwohnerzahl | 3212 | 2223 | 1635 | 1463 | 1288 |

## Kultur und Sehenswürdigkeiten

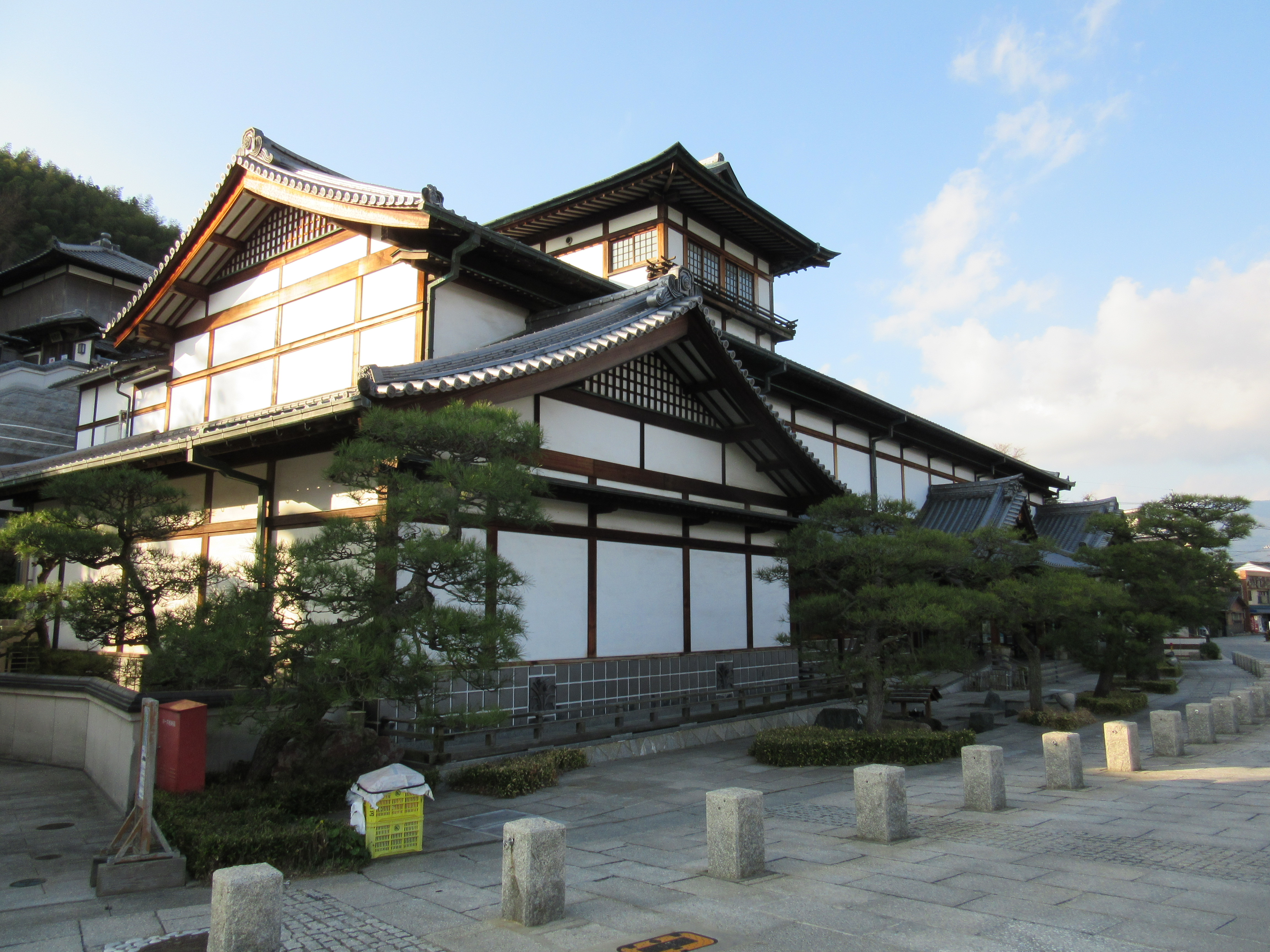
Rantōkaku-Kunstmuseum

Die Insel liegt innerhalb der Grenzen des Setonaikai-Nationalparks. Dieser wurde 1934 als einer der ersten Nationalparks Japans gegründet. Im Osten der Insel befindet sich das Rantōkaku-Kunstmuseum (蘭島閣美術館). Ein Japanischer Garten auf der Insel ist der Shōtō-en (松濤園).
Eine historische Stätte der Präfektur Hiroshima sind seit dem 23. Februar 1940 die Gobansho-Ruinen (蒲刈島御番所跡) auf der Ostseite der Insel. Auch eine historische Stätte im Bezirk Sannose sind seit 1940 die Überreste einer koreanischen Missionarsunterkunft (三ノ瀬朝鮮信使宿館跡). Von 1607 bis 1811 gab es 400 bis 500 koreanische Gesandte in Japan. Die Insel lag auf der Route durch die Seto-Inlandsee und war oft ein Zwischenhalt. Heute sind nur noch die Gasse und die Steinstufen übrig, die zum oberen Teehaus führten. Auch das ehemalige Reisequartier von Sannose (三ノ瀬御本) ist als historische Stätte ausgewiesen. Ein national registriertes materielles Kulturgut ist seit dem 5. November 1997 Kanrankaku (観瀾閣). Die zweistöckige Villa wurde von Sakakiya Senjirō (榊谷仙次郎) gebaut. Shōraitei (松籟亭) ist ebenfalls seit dem 5. November 1997 national als materielles Kulturgut registriert. Auf dem 275 m hohen Ohira-yama liegt der Ohirayamatenbō-Park (大平山展望公園).

## Verkehr

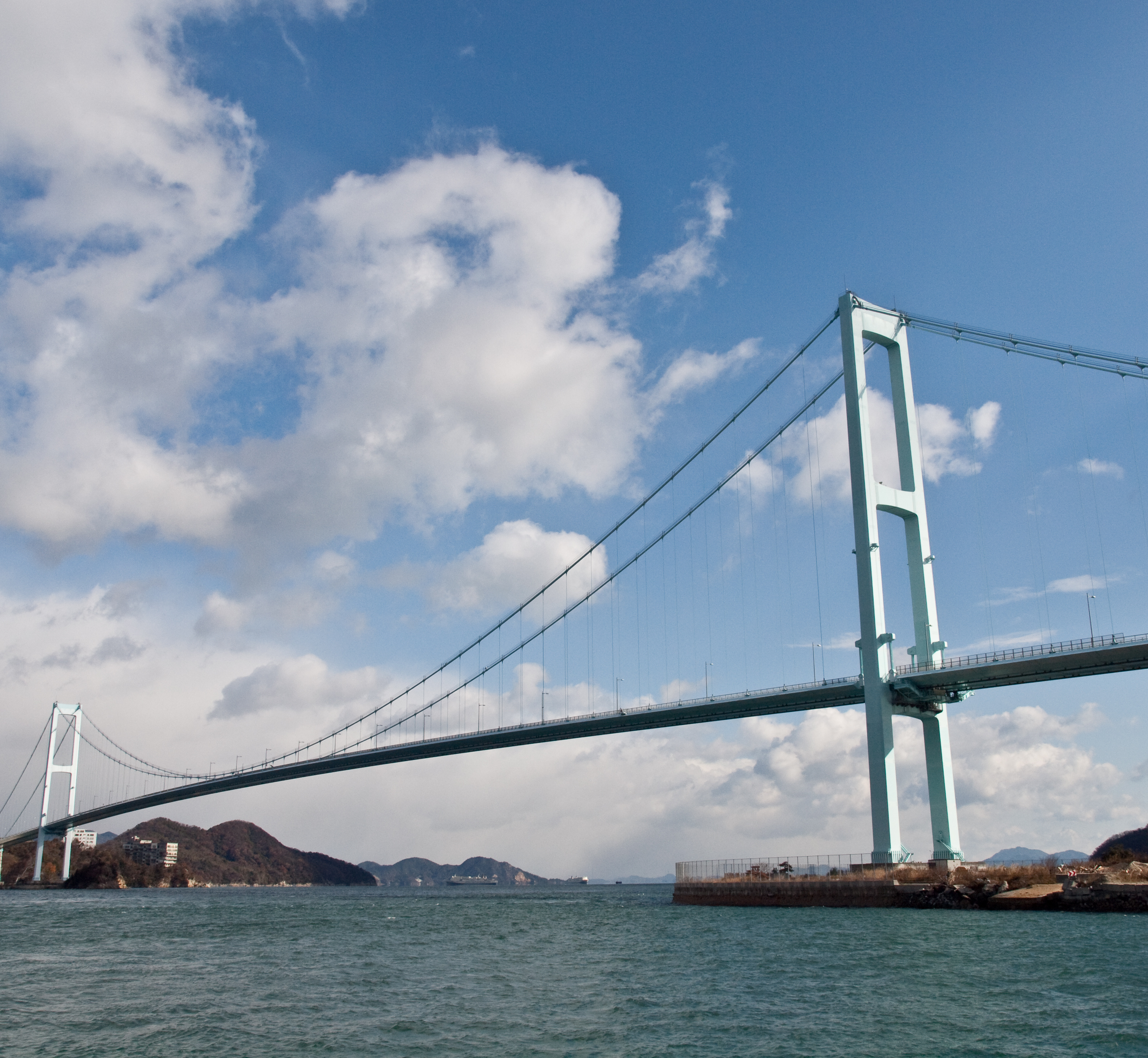
Akinada-Brücke zwischen Kure und Shimokamagari-jima

Entlang der Ostseite der Insel verläuft die Präfekturstraße 74 und an der Westseite die Präfekturstraße 288.
Die Insel ist über die die Menekono-Meerenge überquerende Akinada-Brücke (安芸灘大橋) nach Norden mit Kure und der Hauptinsel Honshū verbunden. Die Hängebrücke wurde am 18. Januar 2000 für den Verkehr geöffnet. Nach Osten führt die Kamagari-Brücke (蒲刈大橋) nach Kamikamagari-jima. Die 480 m lange Fachwerkbrücke wurde 1979 fertiggestellt. Weitere Brücken der Akinada-Tobishima-Straße führen weiter nach Osten über die Inseln Kamikamagari-jima, Toyoshima, Ōsakishimo-jima, Heira-jima und Nakanoshima bis nach Okamura-jima.

## Söhne und Töchter der Insel
- Nagano Takeshi (1923–2008), Wirtschaftsmanager